# NGC 695
NGC 695 (другие обозначения — UGC 1315, ZWG 482.26, 5ZW 123, NPM1G +22.0080, IRAS01484+2220, PGC 6844) — линзообразная галактика (S0) в созвездии Овен.
Этот объект входит в число перечисленных в оригинальной редакции «Нового общего каталога».
Хоть NGC 695 обычно относят к членам группы NGC 691, на самом деле она не относится к этой группе и является просто  «фоновой» галактикой. Это довольно распространенная проблема, так как списки групп галактик часто основываются только на близости галактик друг к другу на небе и не учитывают лучевые скорости и расстояние до Земли,   не измеренное методом красного смещения.
Галактика имеет необычно яркое ядро.